# Henri-Frédéric Amiel
Henri-Frédéric Amiel (Genève, 27 september 1821 - aldaar, 11 mei 1881) was een Zwitsers filosoof, dichter en criticus.

## Biografie
Hij werd geboren in Genève in 1821, en was een afstammeling van een Hugenotenfamilie die naar Zwitserland was getrokken omwille van de herroeping van het Edict van Nantes in Frankrijk.

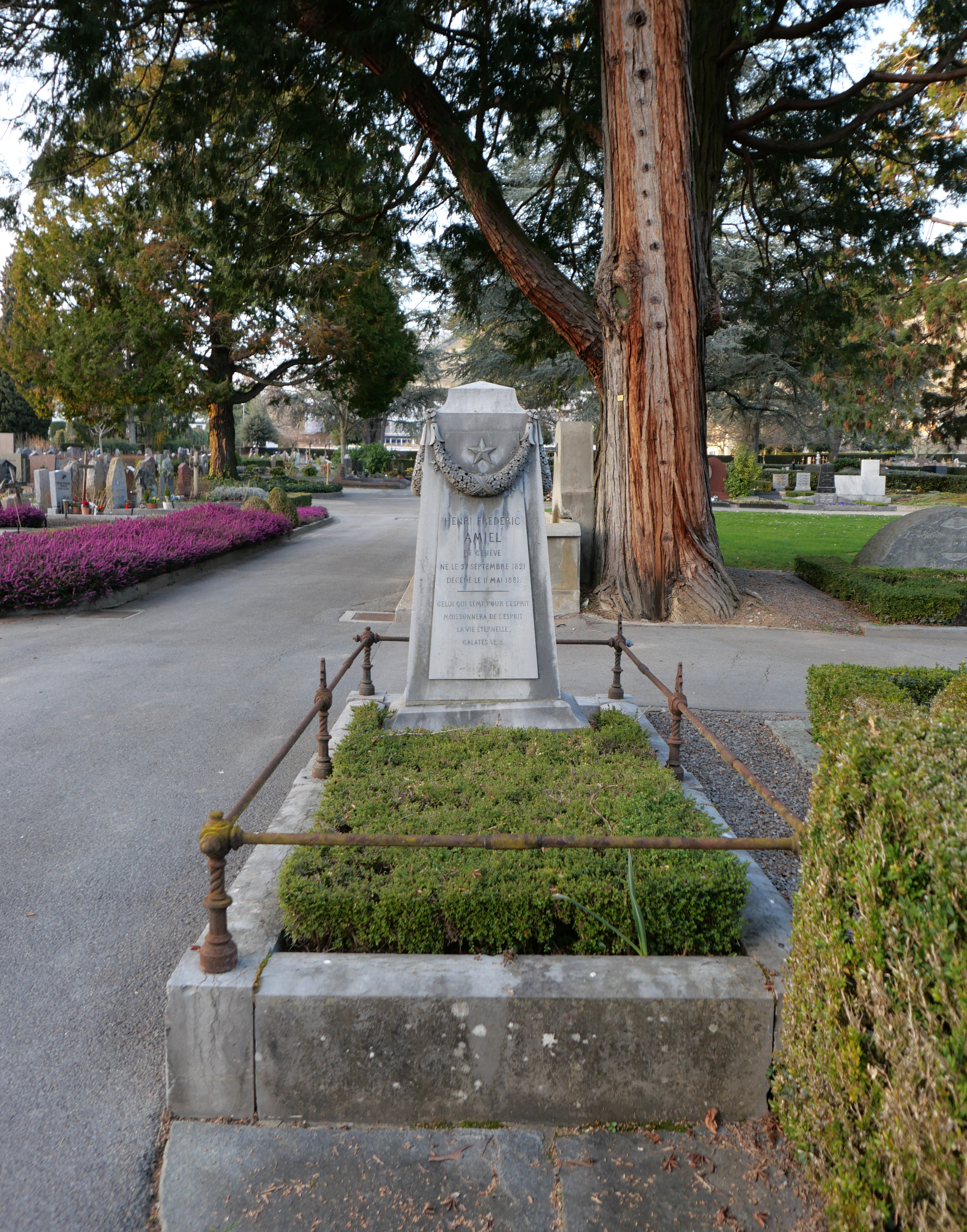
Het graf in 2024.

Nadat hij zijn ouders op vroege leeftijd had verloren, maakte Amiel vele reizen, maakte hij kennis met de intellectuele elite van Europa en bestudeerde hij de Duitse filosofie in Berlijn. In 1849 werd hij benoemd tot professor in de esthetica en van de Franse literatuur aan de Universiteit van Genève, en in 1854 werd hij professor in de ethiek. Deze benoemingen die hem verleend werden door de democratische partij, beroofden hem van de steun van de aristocratische partij, die bijna het hele culturele leven in Genève beheerste.
Deze vereenzaming inspireerde hem tot het schrijven van zijn dagboek Journal Intime, dat na zijn dood gepubliceerd werd en het enige werk waarvoor hij vandaag nog bekend is en dat een Europees literair succes werd.

Amiel werd begraven op de begraafplaats van Clarens in het kanton Vaud. Op de grafsteen staat een citaat uit de Brief van Paulus aan de Galaten 6,8:
"CELUI QUI SEME POUR L'ESPRIT MOISSONERA DE L'ESPRIT LA VIE ETERNELLE." ("wie zaait om de Geest te behagen, zal uit de Geest het eeuwige leven oogsten.")

## Poëziebundels
Amiel bracht tijdens zijn leven ook enkele poëziebundels uit:
- Grains de mil
- II penseroso
- Part du rêve
- Les Etrangères
- Charles le Téméraire
- Romancero historiquan
- Jour à jour

- Bibsys: 90510071
- Biblioteca Nacional de España: XX1723075
- Bibliothèque nationale de France: cb11888663t (data)
- Catàleg d'autoritats de noms i títols de Catalunya: 981058608298406706
- CiNii: DA01059891
- Gemeinsame Normdatei: 118648802
- Historisch woordenboek van Zwitserland: 016053
- International Standard Name Identifier: 0000 0001 0889 3075
- Library of Congress Control Number: n79042112
- MusicBrainz: 4afcdadf-716b-47c6-91fc-e6598194a42a
- Bibliotheek van het Japanse parlement: 00431405
- Nationale Bibliotheek van Tsjechië: skuk0000033
- Nationale bibliotheek van Australië: 35006018
- Nationale Bibliotheek van Israël: 987007257634405171
- Nationale Bibliotheek van Polen: a0000001183468
- Nationale en Universitaire bibliotheek Zagreb: 000215355
- Nederlandse Thesaurus van Auteursnamen: 070233373
- Réseau des bibliothèques de Suisse occidentale: 02-A000007103
- Istituto Centrale per il Catalogo Unico: LO1V043496
- LIBRIS: 231278
- SNAC: w6gf1p60
- Système universitaire de documentation: 026684535
- Trove: 786883
- Virtual International Authority File: 39372874
- WorldCat: E39PBJr7WwGmkdgQRBPwDcvfv3